# Надбережный, Павел Иосифович
Павел Иосифович Надбережный (1905 год, село Феневичи, Киевская губерния, Российская империя — СССР) — колхозник, Герой Социалистического Труда (1948).

## Биография
Родился в 1905 году в селе Феневичи Киевской губернии. В 1940 году переехал в Казахскую ССР, где стал работать механиком на Шанханайской МТС в Талды-Курганском районе. С 1958 года работал старшим механиком в колхозе «Кара-Чок».
Неоднократно избирался депутатом районного Совета народных депутатов.
Умер 28 августа 1986 года.

## Трудовой подвиг
В 1947 году Шанханайская МТС на каждый трактор вспахала по 488 гектаров земли по плану 300 гектаров. В результате деятельности Шанханайской МТС обслуживаемые ею колхозы получили по 21,72 центнеров пшеницы с каждого гектара на площади 665 гектаров. Павел Надбережный своевременно обслуживал ремонт техники, благодаря чему был собран высокий урожай пшеницы. За этот доблестный труд он был удостоен в 1948 году звания Героя Социалистического Труда.

## Награды
- Герой Социалистического Труда — Указом Президиума Верховного Совета от 28 марта 1948 года.
- Орден Ленина (1948);
- Медаль «За доблестный труд в Великой Отечественной войне 1941—1945 гг.»;

## Источник
- Герои Социалистического труда по полеводству Казахской ССР. Алма-Ата. 1950. 412 стр.